# William Leney
William Leney (Londres, 1769 — Montréal, 1831) est un graveur britannique.

## Biographie

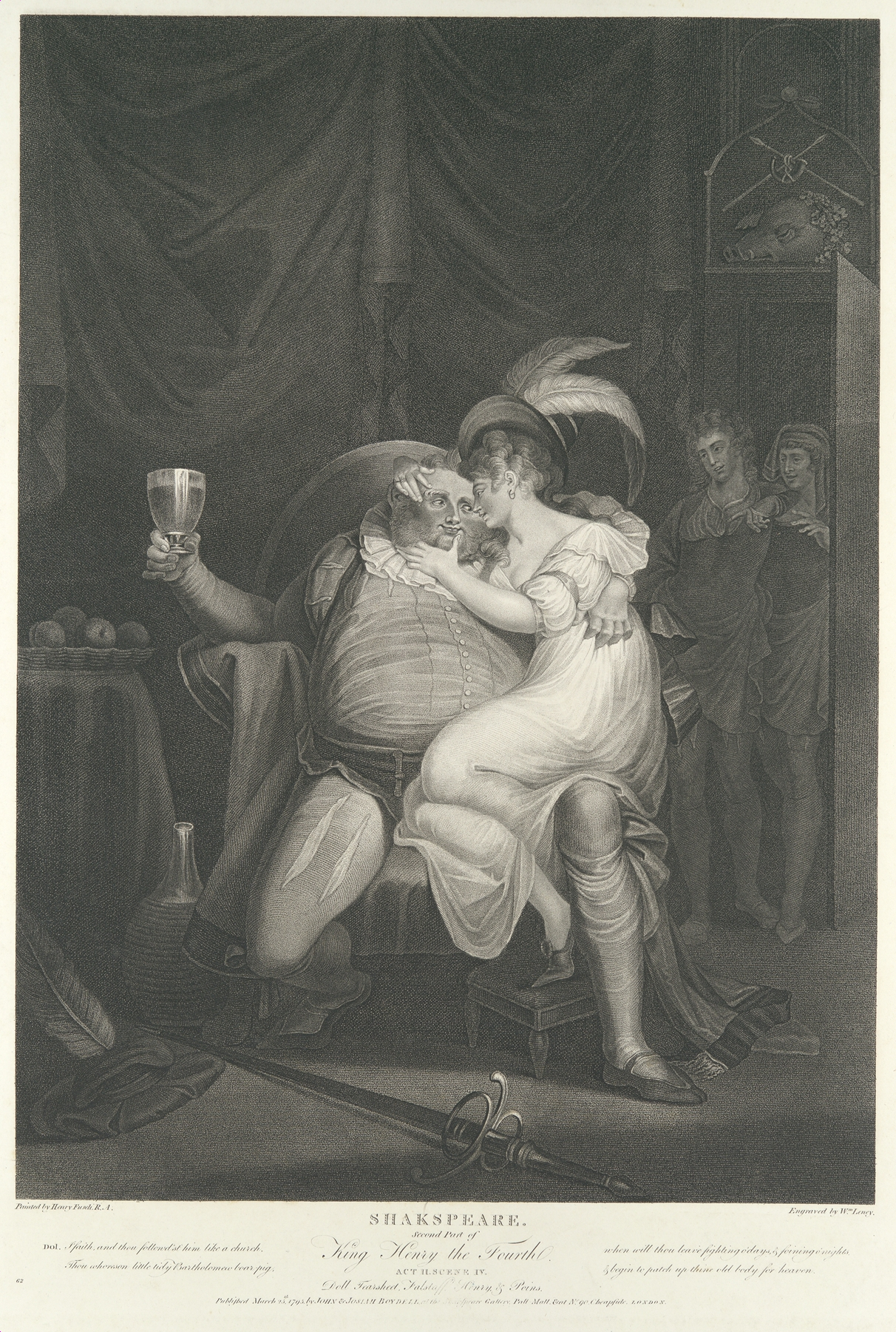
King Henry IV, Part 2, Act 2, scene 4, d'après Johann Heinrich Füssli (1795, Metropolitan Museum of Art).

William Satchwell Leney naît à Londres en 1769.
Formé par Tomkins, il grave à la fois au trait et au pointillé,,.
Employé par John Boydell pour participer au recueil de gravure édité pour la Boydell Shakespeare Gallery, Leney exécute cinq planches d'après Johann Heinrich Füssli, John Downman (en), John Graham, John Boydell et un certain William Miller,,.
Il grave aussi la Descente de croix d'après Pierre Paul Rubens et le Going to the Mill de Richard Westall,,.
Vers 1806, William Leney émigre en Amérique et s'installe à New York, où il grave quelques petits portraits de George Washington, John Adams, James Lawrence, Robert Fulton et autres personnalités locales de renom.
En 1812, il s'associe à William Rollinson (d), un graveur de billets de banque, ce qui lui permet de constituer un certain capital,. Après avoir acquis une certaine compétence en quelques années, il se retire des affaires et achète une ferme sur le Saint-Laurent, près de Montréal, au Canada,,.
Il y réside jusqu'à sa mort, survenue à Montréal en 1831.

## Conservation
- Canada

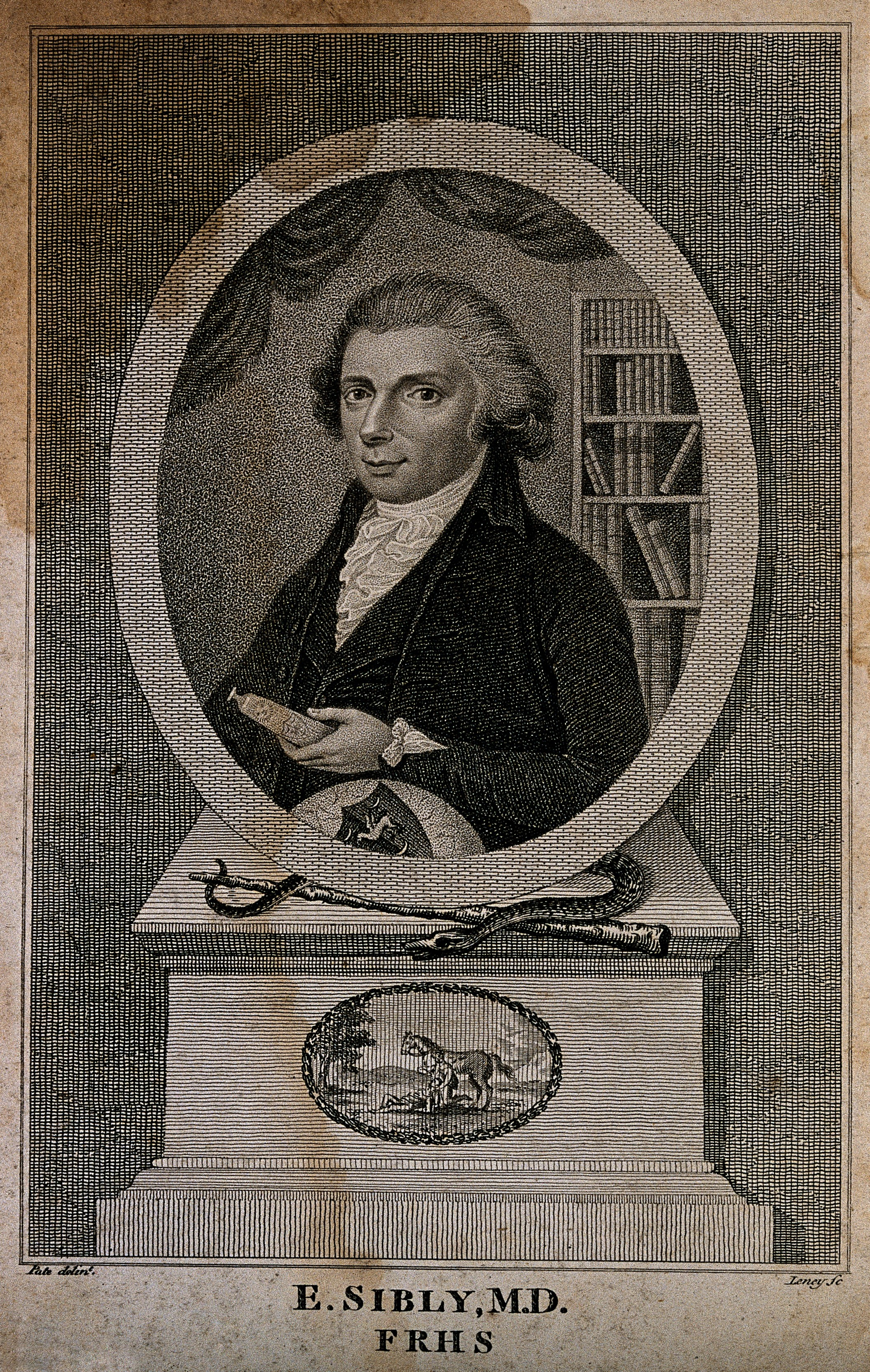
Ebenezer Sibly, gravure au pointillé d'après Pale (c. 1794, Wellcome Collection).

  - Musée national des beaux-arts du Québec, Québec (Canada)[8]
  - Musée de la civilisation, Québec (Canada)[9]

- Espagne
  - Bibliothèque nationale d'Espagne, Madrid (Espagne)[10]

- États-Unis
  - Art Institute of Chicago, Chicago (Illinois)[11]
  - New York Public Library, New York (New York)[12]
  - Smithsonian American Art Museum, Washington (district de Columbia)[1]
  - Philadelphia Museum of Art, Philadelphie (Pennsylvanie)[13]

- France
  - Bibliothèque nationale de France, Paris (France)[14]

- Nouvelle-Zélande
  - Musée d'Art d'Auckland, Auckland (Nouvelle-Zélande)[15]

- Royaume-Uni
  - British Museum, Londres (Angleterre)[16]
  - National Portrait Gallery, Londres (Angleterre)[17]
  - Royal Academy, Londres (Angleterre)[18]
  - Wellcome Collection, Londres (Angleterre)[19]
  - Bibliothèque nationale du pays de Galles, Aberystwyth (Pays de Galles)[20]